# Katalán körverseny
A Katalán körverseny egy többnapos országútikerékpár-verseny Spanyolország Katalónia autonóm közösségben. Az egyhetes versenyt minden év márciusában rendezik meg, és része a legmagasabb országúti versenysorozatnak, az UCI World Tour-nak. Az általában a Costa Braváról induló verseny érinti a Pireneusokat is, a befutó pedig tradicionálisan a barcelonai Montjuïc parkban van. A verseny útvonala minden évben változik, alkalmanként érinti a franciaországi katalán területeket is. 
A verseny nagy múltra tekint vissza, 1911 óta rendezik meg, csak az I. világháború, valamint a spanyol polgárháború ideje alatt szünetelt a lebonyolítás. A katalán körverseny a negyedik legidősebb többnapos kerékpárverseny, csak a Tour de France (1903), a Belga körverseny (1908) és a Giro d'Italia (1909) előzik meg.

## Csapatok
A WorldTour besorolásnak köszönhetően a World Team csapatok részvétele kötelező a versenyen. A 18 World Team csapat mellett a további csapatok meghívással vehetnek részt a versenyen, általában a "másodosztályú" spanyol ProTeam csapatok kerülnek meghívásra, mint a Burgos-BH, az Euskaltel-Euskadi, a Caja Rural–Seguros RGA vagy az Equipo Kern Pharma. 
2022-ben a négy említett spanyol ProTeam csapaton kívül a francia Arkéa–Samsic, valamint a norvég Uno-X Pro Cycling Team is meghívást kapott, így összesen 24 csapat indult a versenyen.

## Trikók
Az összetett verseny győztese a versenynapokat összesítve legrövidebb idő alatt megtevő versenyző. Külön díjazzák emellett a hegyi pontverseny, a sprintverseny, a 25 év alatti versenyzőket, valamint az összesítésben legjobb csapatot. A versenynapokon az adott versenyben aktuálisan első helyen állók megkülönböztető trikókat viselnek, az alábbiak szerint: 
- Az összetett verseny győztese:
- Hegyi pontverseny győztese:
- Sprintverseny győztese:
- Fiatalok versenye
- Legjobb csapat:

## Dobogósok
| Év   | Győztes                        | Második                       | Harmadik                       |         |
| ---- | ------------------------------ | ----------------------------- | ------------------------------ | ------- |
| 1911 | Sebastià Masdeu i Menasanch    | Josep Magdalena               | Vicente Blanco                 |         |
| 1912 | Josep Magdalena                | Joan Martí i Viñolas          | Antoni Crespo                  |         |
| 1913 | Joan Martí i Viñolas           | Antoni Crespo                 | Guillermo Anton                |         |
| 1920 | José Pelletier                 | José Nat                      | Jaume Janer                    |         |
| 1923 | Maurice Ville                  | José Pelletier                | José Nat                       |         |
| 1924 | Muç Miquel                     | Teodor Monteys                | Victorino Otero                |         |
| 1925 | Muç Miquel                     | Jaume Janer                   | Teodor Monteys                 |         |
| 1926 | Victor Fontan                  | Muç Miquel                    | Mariano Cañardo                |         |
| 1927 | Victor Fontan                  | Mariano Cañardo               | Georges Cuvelier               |         |
| 1928 | Mariano Cañardo                | Muç Miquel                    | Juli Borràs                    |         |
| 1929 | Mariano Cañardo                | Jean Aerts                    | Arturo Bresciani               |         |
| 1930 | Mariano Cañardo                | Marcel Maurel                 | Ricardo Montero                |         |
| 1931 | Salvador Cardona               | Mariano Cañardo               | Aleardo Simoni                 |         |
| 1932 | Mariano Cañardo                | Domenico Piemontesi           | Isidre Figueras                |         |
| 1933 | Alfredo Bovet                  | Ambrogio Morelli              | Antoine Dignef                 |         |
| 1934 | Bernardo Rogora                | Alfons Deloor                 | Nino Sella                     |         |
| 1935 | Mariano Cañardo                | Fédérico Ezquerra             | Joseph Huts                    |         |
| 1936 | Mariano Cañardo                | Frans Bonduel                 | Juan Gimeno                    |         |
| 1939 | Mariano Cañardo                | Diego Chafer                  | Fermín Trueba                  |         |
| 1940 | Christophe Didier              | Mathias Clemens               | Mariano Cañardo                |         |
| 1941 | Francisco Antonio Andrés       | Andreu Canals Perelló         | Josep Campamà Roca             |         |
| 1942 | Fédérico Ezquerra              | Julián Berrendero             | Diego Chafer                   |         |
| 1943 | Julián Berrendero              | Vicente Miró                  | Antonio Destrieux López        |         |
| 1944 | Miquel Casas                   | Dalmacio Langarica            | Vicente Miró                   |         |
| 1945 | Bernardo Ruiz                  | Juan Gimeno                   | Robert Zimmermann              |         |
| 1946 | Julián Berrendero              | Gottfried Weilenmann          | Bernardo Capó                  |         |
| 1947 | Emilio Rodríguez               | Miquel Gual Bauzà             | Georges Aeschlimann            |         |
| 1948 | Emilio Rodríguez               | Giulio Bresci                 | Ezio Cecchi                    |         |
| 1949 | Emile Rol                      | Miguel Poblet                 | Robert Desbats                 |         |
| 1950 | Antonio Gelabert               | José Serra Gil                | Francesco Massip               |         |
| 1951 | Primo Volpi                    | Francesco Massip              | Manuel Rodríguez Barros        |         |
| 1952 | Miguel Poblet                  | Adolfo Grosso                 | José Serra Gil                 |         |
| 1953 | Salvador Botella               | Francesco Massip              | José Serra Gil                 |         |
| 1954 | Walter Serena                  | Albert Sant i Alentà          | Miguel Poblet                  |         |
| 1955 | José Gómez del Moral           | Gabriel Company               | Emilio Rodríguez               |         |
| 1956 | Anicet Utset                   | Vicente Iturat                | Francesco Massip               |         |
| 1957 | Jesús Loroño                   | Salvador Botella              | René Marigil                   |         |
| 1958 | Richard Van Genechten          | Gabriel Mas                   | Anicet Utset                   |         |
| 1959 | Salvador Botella               | Fernando Manzaneque           | José Herrero Berrendero        |         |
| 1960 | Miguel Poblet                  | José Pérez-Francés            | Emilio Cruz Díaz               |         |
| 1961 | Henri Duez                     | Jordi Nicolau i Morlà         | Juan Manuel Menéndez Gómez     |         |
| 1962 | Antonio Karmany                | Manuel Martín Piñera          | Ginés García Perán             |         |
| 1963 | Joseph Novales                 | Angelino Soler                | Antonio Suárez                 |         |
| 1964 | Joseph Carrara                 | Pasquale Fabbri               | José María Errandonea          |         |
| 1965 | Antonio Gómez del Moral        | Carlos Echeverría             | Roberto Poggiali               |         |
| 1966 | Arie den Hartog                | Jacques Anquetil              | Paul Gutty                     |         |
| 1967 | Jacques Anquetil               | Antonio Gómez del Moral       | Robert Hagmann                 |         |
| 1968 | Eddy Merckx                    | Felice Gimondi                | Giancarlo Ferretti             |         |
| 1969 | Mariano Díaz                   | Franco Bitossi                | Jesús Manzaneque               |         |
| 1970 | Franco Bitossi                 | Francisco Galdós              | Bernard Labourdette            |         |
| 1971 | Luis Ocaña                     | Bernard Labourdette           | Domingo Perurena               |         |
| 1972 | Felice Gimondi                 | José Antonio González Linares | Antonio Martos Aguilar         |         |
| 1973 | Domingo Perurena               | Jesús Manzaneque              | Antonio Martos Aguilar         |         |
| 1974 | Bernard Thévenet               | Andrés Oliva                  | Domingo Perurena               |         |
| 1975 | Fausto Bertoglio               | Michel Laurent                | José Martins Freitas           |         |
| 1976 | Enrique Martínez Heredia       | Ronald De Witte               | Agustín Tamames                |         |
| 1977 | Freddy Maertens                | Johan De Muynck               | Joop Zoetemelk                 |         |
| 1978 | Francesco Moser                | Francisco Galdós              | Pedro Torres                   |         |
| 1979 | Vicente Belda                  | Pedro Vilardebo               | Christian Jourdan              |         |
| 1980 | Marino Lejarreta               | Johan van der Velde           | Vicente Belda                  |         |
| 1981 | Faustino Rupérez               | Serge Demierre                | Marino Lejarreta               |         |
| 1982 | Alberto Fernández Blanco       | Pedro Muñoz                   | Julián Gorospe                 |         |
| 1983 | José Recio                     | Faustino Rupérez              | Julius Thalmann                |         |
| 1984 | Sean Kelly                     | Pedro Muñoz                   | Ángel Arroyo                   |         |
| 1985 | Robert Millar                  | Sean Kelly                    | Julián Gorospe                 |         |
| 1986 | Sean Kelly                     | Álvaro Pino                   | Charly Mottet                  |         |
| 1987 | Álvaro Pino                    | Ángel Arroyo                  | Iñaki Gastón                   |         |
| 1988 | Miguel Indurain                | Laudelino Cubino              | Marino Lejarreta               |         |
| 1989 | Marino Lejarreta               | Pedro Delgado                 | Álvaro Pino                    |         |
| 1990 | Laudelino Cubino               | Marino Lejarreta              | Pedro Delgado                  |         |
| 1991 | Miguel Indurain                | Pedro Delgado                 | Alex Zülle                     |         |
| 1992 | Miguel Indurain                | Tony Rominger                 | Antonio Martín                 |         |
| 1993 | Álvaro Mejía                   | Maurizio Fondriest            | Antonio Martín                 |         |
| 1994 | Claudio Chiappucci             | Fernando Escartín             | Pedro Delgado                  |         |
| 1995 | Laurent Jalabert               | Melcior Mauri                 | Jesús Montoya                  |         |
| 1996 | Alex Zülle                     | Patrick Jonker                | Marco Fincato                  |         |
| 1997 | Fernando Escartín              | Ángel Casero                  | Mikel Zarrabeitia              |         |
| 1998 | Hernán Buenahora               | Georg Totschnig               | Fernando Escartín              |         |
| 1999 | Manuel Beltrán Martínez        | Roberto Heras                 | José María Jiménez             |         |
| 2000 | José María Jiménez             | Óscar Sevilla                 | Leonardo Piepoli               |         |
| 2001 | Joseba Beloki                  | Igor González de Galdeano     | Fernando Escartín              |         |
| 2002 | Roberto Heras                  | Aitor Garmendia               | Luis Pérez Rodríguez           |         |
| 2003 | José Antonio Pecharromán       | Roberto Heras                 | Koldo Gil                      |         |
| 2004 | Miguel Ángel Martín Perdiguero | Vlagyimir Karpec              | Roberto Laiseka                |         |
| 2005 | Jaroszlav Pavlovics Popovics   | Leonardo Piepoli              | David Moncoutié                |         |
| 2006 | David Cañada                   | Santiago Botero               | Christophe Moreau              |         |
| 2007 | Vlagyimir Karpec               | Michael Rogers                | Gyenyisz Nyikolajevics Menysov |         |
| 2008 | Gustavo César Veloso           | Rigoberto Urán                | Rémi Pauriol                   |         |
| 2009 | Alejandro Valverde             | Daniel Martin                 | Haimar Zubeldia                |         |
| 2010 | Joaquim Rodríguez              | Xavier Tondo                  | Rein Taaramäe                  |         |
| 2011 | Michele Scarponi               | Daniel Martin                 | Chris Horner                   |         |
| 2012 | Michael Albasini               | Samuel Sánchez                | Jurgen Van Den Broeck          |         |
| 2013 | Daniel Martin                  | Joaquim Rodríguez             | Michele Scarponi               |         |
| 2014 | Joaquim Rodríguez              | Alberto Contador              | Tejay van Garderen             |         |
| 2015 | Richie Porte                   | Alejandro Valverde            | Domenico Pozzovivo             |         |
| 2016 | Nairo Quintana                 | Alberto Contador              | Daniel Martin                  |         |
| 2017 | Alejandro Valverde             | Alberto Contador              | Marc Soler                     |         |
| 2018 | Alejandro Valverde             | Nairo Quintana                | Pierre-Roger Latour            |         |
| 2019 | Miguel Ángel López             | Adam Yates                    | Egan Bernal                    |         |
| 2020 | törölve                        | törölve                       | törölve                        | törölve |
| 2021 | Adam Yates                     | Richie Porte                  | Geraint Thomas                 |         |
| 2022 | Sergio Higuita                 | Richard Carapaz               | João Almeida                   |         |
| 2023 | Primož Roglič                  | Remco Evenepoel               | João Almeida                   |         |
| 2024 | Tadej Pogačar                  | Mikel Landa                   | Egan Bernal                    |         |
| 2025 |                                |                               |                                |         |

## Külső hivatkozások
- Hivatalos honlap